# Grenville
För andra betydelser, se Grenville (olika betydelser).
Grenville är en engelsk adelsätt, känd sedan 1100-talet, men först under 1700-talet blev den mer framträdande.
En dotter till William Temple blev gift med Richard Grenville (1678-1728). Bland dennes barn märks dottern Hester Grenville gift med William Pitt den äldre, George Grenville och Richard Grenville (1711-1779), som 1752 blev earl Temple, den senare en av svågern William Pitts ivrigaste anhängare och minister i båda dennes regeringar.
En sonson till George Temple, Richard Temple d.ä.  (1797-1861), var 1841-42 sigillbevarare i Robert Peels regering och känd som författare till en serie Memoirs (10 band, 1853-61).
Bland övriga medlemmar av ätten märks:
- William Wyndham Grenville
- Richard Temple d.y.